# Никога не ме оставяй
„Никога не ме оставяй“ (на английски: Never Let Me Go) е британски филм от 2010 г., базиран на едноименния роман на Казуо Ишигуро от 2005 г.
Режисиран е от Марк Романек, а сценарият е на Алекс Гарланд. Действието се развива в алтернативен свят и се върти около любовния триъгълник между Кати, Рут и Томи, чиито роли се изпълняват съответно от Кери Мълиган, Кийра Найтли и Андрю Гарфийлд.

## Сюжет
Внимание:  Текстът по-долу разкрива сюжета на произведението (или части от него)!
Медицинско откритие удължава продължителността на човешкия живот до над 100 години. През 1978 г. младата Кати Х., заедно с приятелите си Томи Д. и Рут Ц., прекарват детството си в Хейлшам, училище интернат. Учителите, наричани настойници, насърчават учениците да се грижат за здравето си и да създават произведения на изкуството, най-добрите от които се приемат в галерията, ръководена от мистериозната Мадам; те нямат почти никакъв друг контакт със света отвъд оградата на училището. Мис Луси, проницателна нова настойничка, казва на децата от класа си, че те съществуват, за да се превърнат в донори на органи, и че са обречени да завършат живота си в ранна възраст; тя бързо е уволнена от директорката, мис Емили. С течение на времето Томи е все по-привлечен от Кати, но все пак за себе си го спечелва Рут, въпреки че е участвала в подигравките над него.
Седем години по-късно Кати, Рут и Томи, които вече са юноши, са настанени заедно в къщичките в отдалечена ферма; разрешено им е да пътуват с кола на еднодневни екскурзии, но те си остават самотници, без социални умения и примирени със съдбата си. Триото се запознава с други ученици от подобни училища, които твърдят, че учениците от Хейлшам са привилегировани, и така се разкрива, че всички те са клонинги. Те обсъждат слуховете за отсрочките за даряване на органи, които може да се предоставят на влюбени клонинги, както и естеството на хората, от които са клонирани и които безуспешно търсят в книгите и на морския бряг. Томи, който все още си партнира с Рут, е убеден, че Галерията служи за проверка на отсрочките, тъй като произведенията на изкуството разкриват душата, и се оплаква от липсата на свое творчество. Рут издевателства над самотната Кати, твърдейки, че Томи никога не е мислил за нея като за нещо повече от приятелче; Кати напуска фермата, записвайки се за следоперативен болногледач на други клонинги.
Девет години по-късно Кати вече има голям опит в наблюдаване как много донори постепенно умират, докато се екстрахират органите им един по един. След като не е виждала Рут или Томи, откакто е напуснала къщичките, тя се сблъсква с Рут, слаба след две донорства. Двамата търсят Томи, за да направят носталгично пътуване до морето. Рут разкрива, че е прелъстила Томи само защото се е страхувала да остане сама; тя е разяждана от вина и иска да помогне на Томи и Кати да потърсят отсрочка. Тя им оставя адреса на Мадам, за която вярва, че има силата да им помогне, и скоро умира на операционната маса. Кати и Томи най-накрая се обяснявят в любов и Томи разкрива на Кати, която сега се грижи за него, че е създавал произведения на изкуството с надеждата, че това ще им донесе отсрочка. Двойката успешно го занася на мадам, но тя остава дистанцирана и внезапно кани мис Емили да говори. Те разкриват, че отлаганията наистина са мит и че галерията е създадена, за да утвърди основната човешка същност на клонингите като апел за етичното им третиране; интернатът Хейлшам, който вече е закрит, е последната институция, която оценява младите клонинги като „всичко друго, но не и хора“. Кати и Томи си тръгват в разочаровано мълчание, но по средата на пътуването Томи избухва в скръб и гняв, както е правил като дете. Томи умира при четвъртото си донорство, оставяйки Кати сама, когато започва нейното. Съзерцавайки руините на детството си, тя се пита с глас зад кадър колко различен е бил животът ѝ от този на нормалните хора.

## В ролите
- Кери Мълиган като Кати Х.
  - Изобел Микъл-Смол като малката Кати
- Кийра Найтли като Рут Ц.
  - Ела Пърнел като малката Рут
- Андрю Гарфийлд като Томи Д.
  - Чарли Роу като Малкия Томи
- Сали Хокинс като Мис Луси
- Шарлот Рамплинг като Мис Емили
- Натали Ричард като Мадам
- Донал Глийсън като Родни
- Андрея Райзбъро като Криси